# Commodore serie MPS

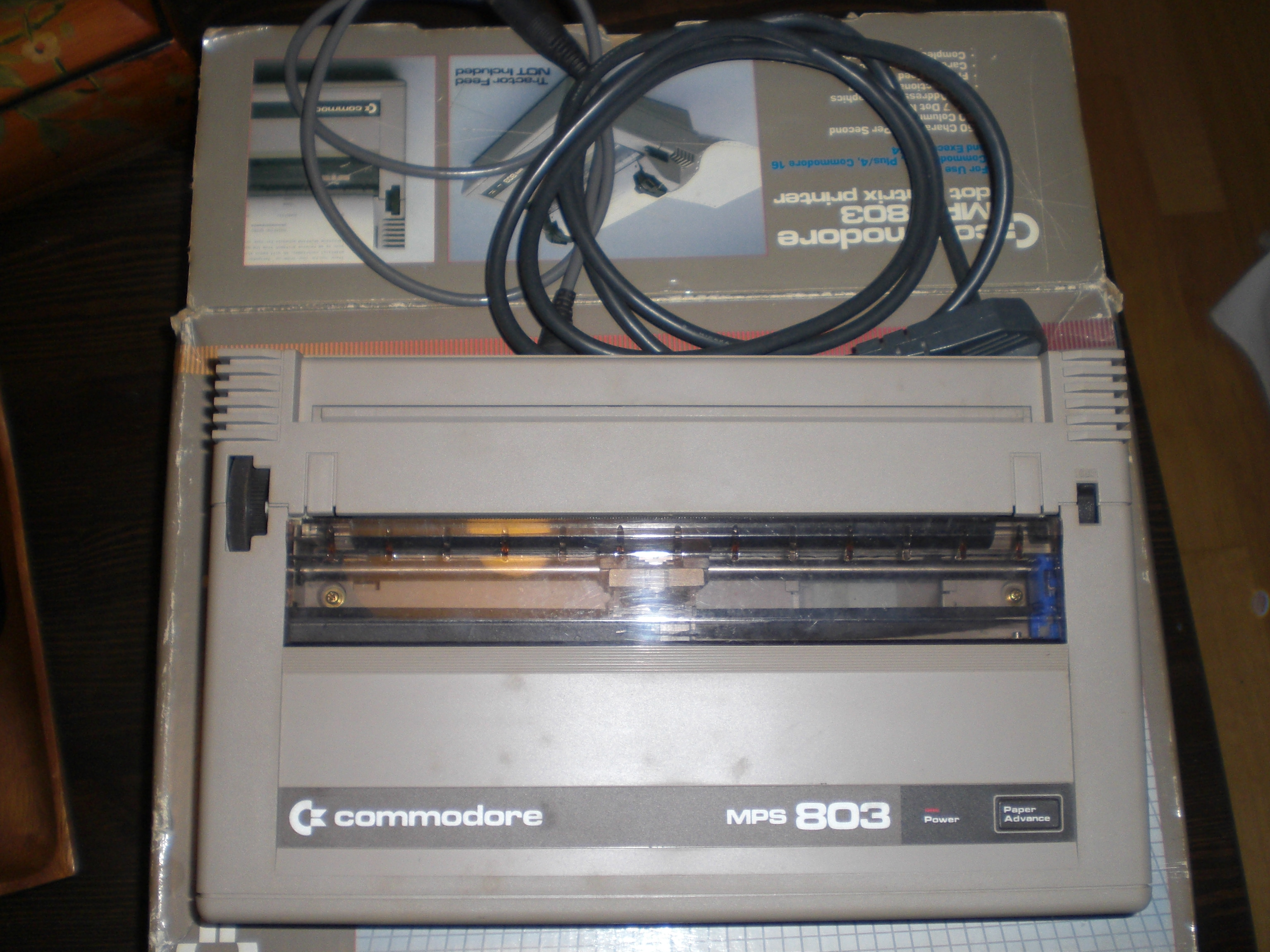
MPS 803

La serie MPS es una serie de impresoras de matriz de puntos (Unihammer y de agujas) y de chorro de tinta de Commodore International, fabricada en gran parte por Olivetti o Seikosha como OEM.
MPS es la abreviatura de Matrix Printing Serial, siendo «serial» porque utiliza el bus IEC de Commodore, a través del cual se conectan a la computadora; también hay una serie MPP para el bus IEC Paralelo de las computadoras de la serie CBM. La impresión se realiza con una disposición de agujas que representan los tipos a imprimir en el papel en forma de matriz determinada por el número de agujas. Los dispositivos de la serie MPS estaban disponibles con diferentes resoluciones verticales. El más simple tenía sólo siete puntos, lo que llevó a no pudiera mostrar las líneas descendentes de las letras, haciendo que el texto impreso se viera muy desparejo y era difícil de leer.
Algunos de los primeros modelos de la serie solo imprimían en forma unidireccional, en la que el cabezal de impresión solo imprime cuando se mueve de izquierda a derecha, al regresar sólo hace un retorno de carro. Los modelos posteriores imprimían en forma bidireccional: podían estampar caracteres en el papel tanto en el movimiento hacia adelante como en el retroceso y, por lo tanto, eran casi dos veces más rápidos. La desventaja era que a menudo se producía una desalineación entre los caracteres de cada columna.
Los dispositivos que tenían un sufijo C (por color) en su nombre también podían imprimir en color utilizando una cinta de tela con cuatro colores. Los cuatro componentes de la mezcla de colores sustractiva se imprimían uno tras otro en cada línea. Es decir, cada línea se imprimía hasta cuatro veces.
La principal ventaja de la impresora MPS era que podía conectarse al bus CBM serie de las computadoras domésticas Commodore (incluidas las C64 y C128) sin necesidad de una interfaz especial. También utilizaban la versión específica del Commodore del juego de caracteres ASCII, el PETSCII. En el bus Commodore, a las impresoras se les asignaba normalmente el número de dispositivo 4. Algunos modelos también podían cambiarse a otro número de dispositivo entre 4 y 7, de modo que varias impresoras de esta serie se pudieran conectar al mismo tiempo.
La serie MPS incluye las siguientes impresoras:
- MPS 801 con tractor para papel continuo, unihammer, unidireccional
- MPS 802 primero bajo el nombre 1526, con tractor para papel continuo, unihammer
- MPS 803 alimentador de hojas sueltas, opcional: tractor para papel continuo, de 7 agujas, unidireccional
- MPS 1000, de 9 agujas
- MPS 1200 (y MPS 1200P), de 9 agujas
- MPS 1224C, de 24 agujas, color
- MPS 1230, de 9 agujas
- MPS 1250 con 2 inerfaces, serial y paralelo, de 9 agujas
- MPS 1270/MPS 1270A, chorro de tinta
- MPS 1280 (para el mercado australiano)
- MPS 1500C, de 9 agujas, color
- MPS 1550C, de 9 agujas, color
- MPS 2000
- MPS 2000C
- MPS 2010
- MPS 2020 (para el mercado australiano)
- MPS 2030
- MPS 2100

## Modelos

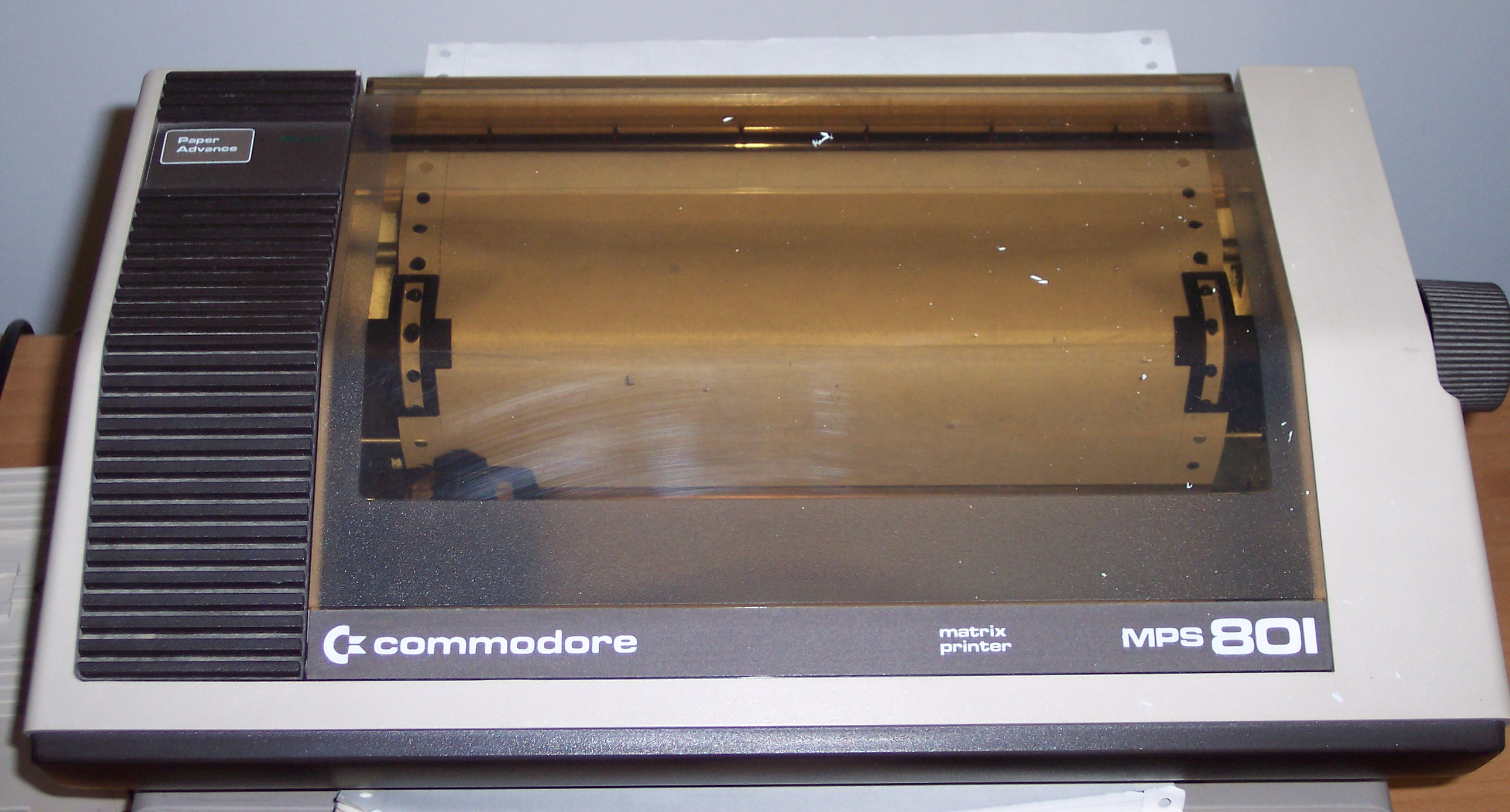
Commodore MPS 801
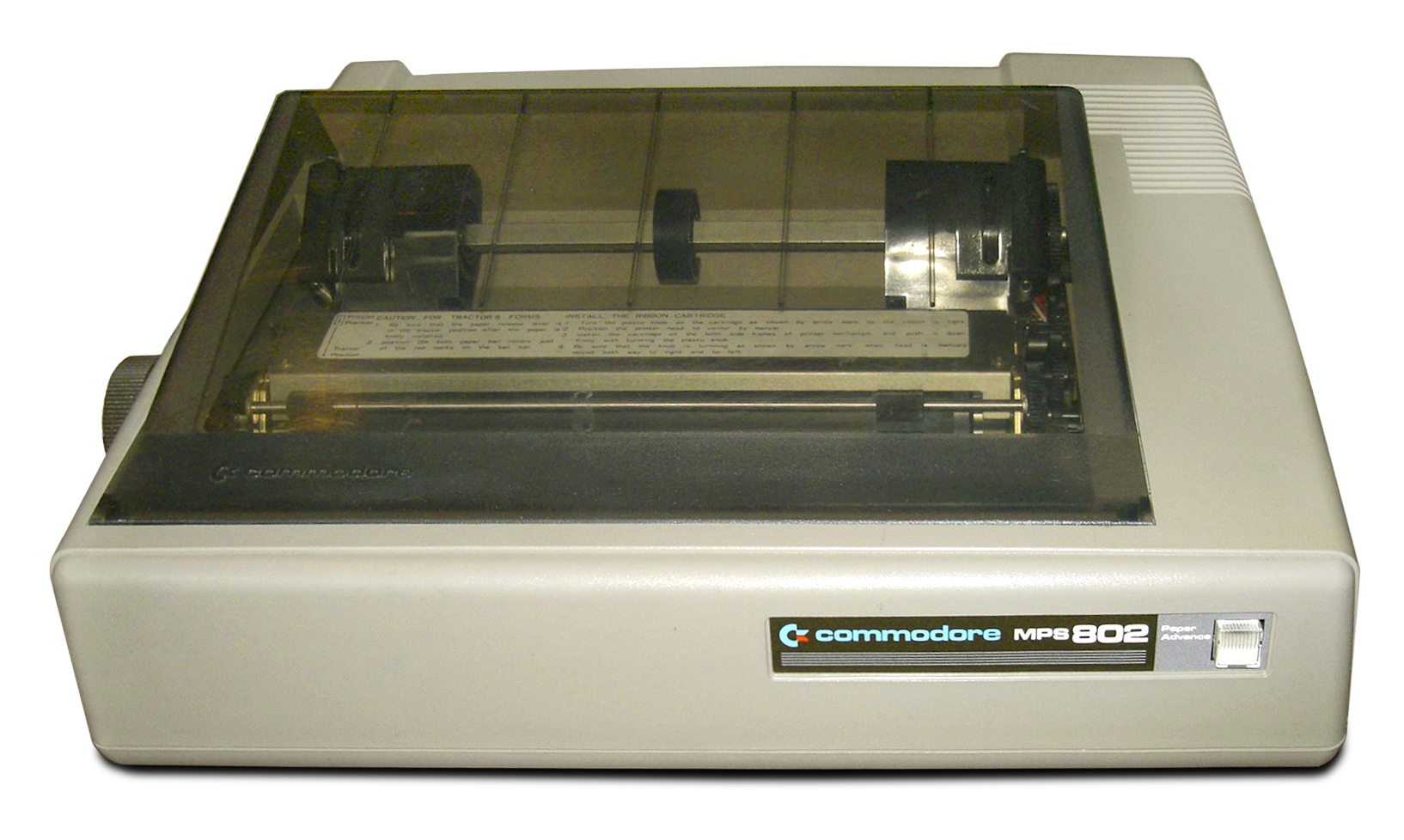
Commodore MPS 802
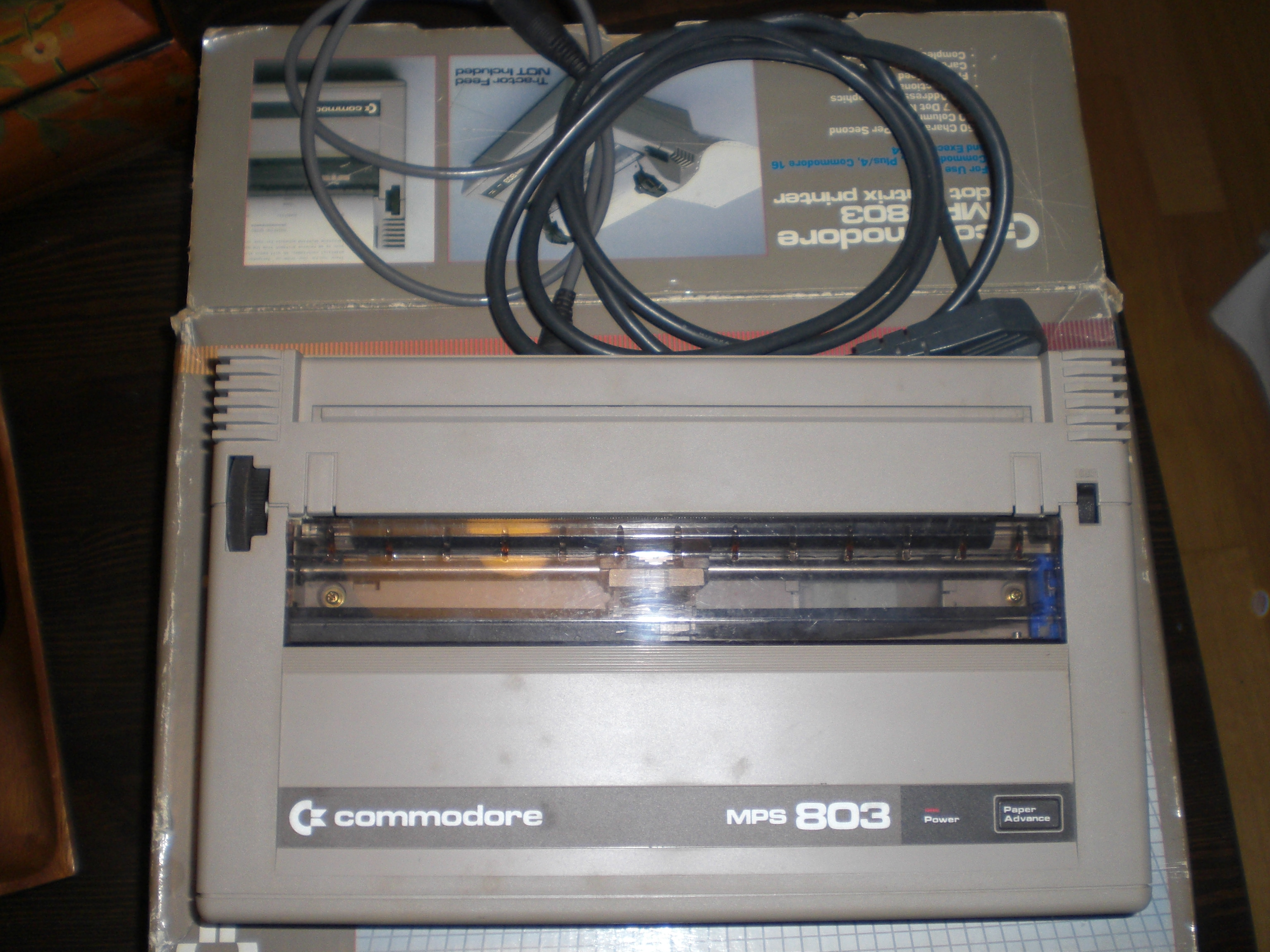
Commodore MPS 803
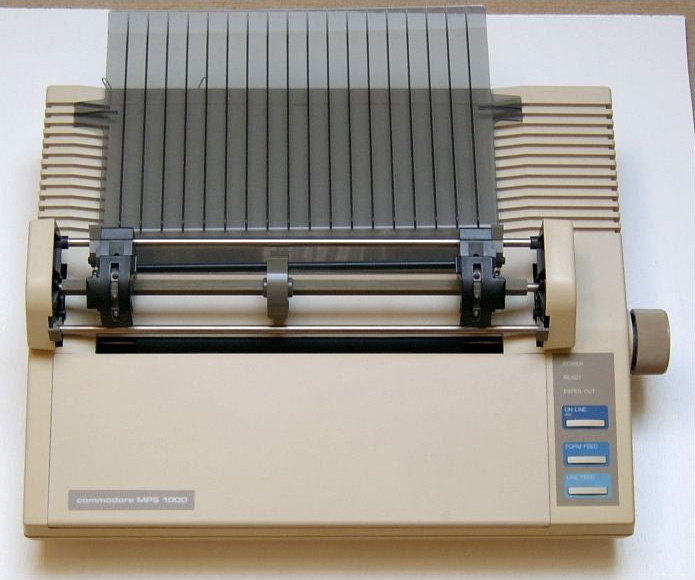
Commodore MPS 1000